# Résolution 410 du Conseil de sécurité des Nations unies
Membres permanents
- Chine
- États-Unis
- France
- Royaume-Uni
- URSS

Membres non permanents
- Allemagne de l'Ouest
- Bénin
- Canada
- Inde
- Libye
- Mauritanie
- Pakistan
- Panama
- Roumanie
- Venezuela

Résolution no 409 Résolution no 411
La résolution 410 du Conseil de sécurité des Nations unies fut adoptée le 15 juin 1977. Le Conseil a pris note d'un rapport du Secrétaire général selon lequel, en raison des circonstances actuelles, la présence de la Force des Nations unies chargée du maintien de la paix à Chypre continuerait d'être essentielle pour un règlement pacifique. Le Conseil a fait part de ses préoccupations concernant les mesures susceptibles de faire monter les tensions et a demandé au secrétaire général de faire un nouveau rapport avant le 30 novembre 1977 pour suivre la mise en œuvre de la résolution.
Le Conseil a réaffirmé ses résolutions antérieures, y compris la résolution 365, a exprimé sa préoccupation face à la situation, a exhorté les parties concernées à œuvrer ensemble pour la paix et a une nouvelle fois prolongé le stationnement de la Force à Chypre jusqu'au 15 décembre 1977.
La résolution a été adoptée par 14 voix contre zéro, la Chine n'a pas participé au vote.